# Ковырцево
Ковырцево — деревня в Никольском районе Вологодской области.
Входит в состав Байдаровского сельского поселения, с точки зрения административно-территориального деления — в Байдаровский сельсовет.
Расстояние по автодороге до районного центра Никольска — 19 км, до центра муниципального образования Байдарово — 1 км. Ближайшие населённые пункты — Большой Двор, Травино, Байдарово.
По переписи 2002 года население — 23 человека (13 мужчин, 10 женщин). Всё население — русские.

## Известные уроженцы
- Ласкин, Николай Матвеевич (1903—1962) — советский военачальник, генерал-майор.